# Casa Manuel Oliver
La casa Manuel Oliver és un edifici situat als carrers de la Palla, 6-8 i dels Banys Nous, 9-21 de Barcelona, catalogat com a bé amb elements d'interès (categoria C).

## Història
Segons un inventari del 1628, Lluís Puig i de Moixó tenia unes cases entre dels carrers de la Palla i dels Banys Nous, a l'anomenada «proa d'en Quintana». Aquestes passaren en herència a la seva filla Maria Puig i Quintana, casada amb Lluís Sanç i Sanç (també escrit Sans o Sanz), provinent d'una família de la petita noblesa originària de la Cerdanya.
L'hereu fou Francesc Sanç i Puig, casat amb Maria de Miquel i de Descatllar. El 1690, el seu fill Francesc Sanç i de Miquel (1667-1757) es va casar amb Maria de Mont-rodon i de Mas, hereva del senyoriu jurisdiccional de Mont-rodon. Com a militar austriacista, participà en el setge de Barcelona, i el 1727 marxà a l'exili a Viena, fent donació dels seus béns al seu fill Ramon Sanç i de Mont-rodon (1697-1754), que també havia estat militar i el 1729, es casaria amb Maria Francesca de Sala-Alemany i de Sala-Vivet (†1789), pubilla de Can Sala de Dalt. L'hereu del matrimoni fou Ramon Sanç i de Sala-Montrodon (1730-1791), que el 1747 es va casar amb Marianna de Barutell i de Càncer, hereva de Bonaventura de Barutell i d’Asprer, baró d'Oix, Talaixà, Puig-Barutell i Bestracà, i de Teresa de Càncer i de Bellver. El matrimoni tingué sis fills: Bonaventura (1748-1806), Maria (1753-), monja del monestir de Caputxines, Joan (1756-1822), Josep Antoni (1761-1830), Ramon (1762-1810), i Maria Antònia Sanç i de Barutell (1766-1830), abadessa del monestir de Valldonzella.
La família Sanç cercà un millor emplaçament per a la seva residència, i a tal efecte, el 1779 Bonaventura adquirí una casa amb jardí entre el carrer de la Claveguera del Pi (actualment Cardenal Casañas) i la Rambla per 26.500 lliures. Per tal de finançar l'operació, el 1781, Maria Francesca, el seu fill Ramon i el seu net Bonaventura van vendre la casa del carrer de la Palla al doctor en drets Narcís de Ramon i de Solà-Santesteve per 15.100 lliures. La propietat va ser heretada pel seu net Antoni Maria de Ramon i de Riquer (1765-1865), segon baró de Corbera, que el 1830 va demanar permís per a fer-hi reformes a la façana. Finalment, el 1861 vengué la propietat a Manuel Oliver i Soler, que la faria reedificar.

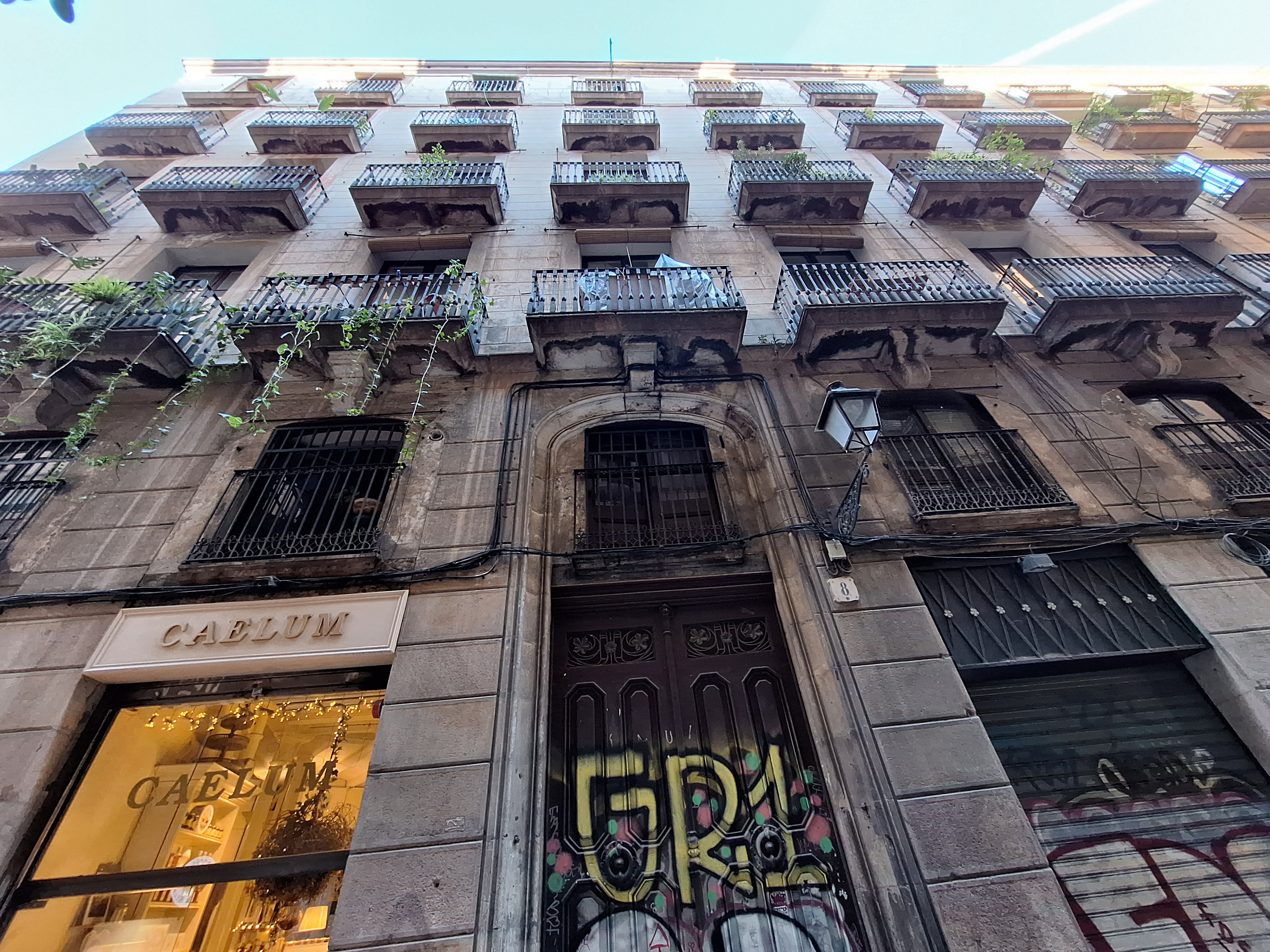
Detall de la façana

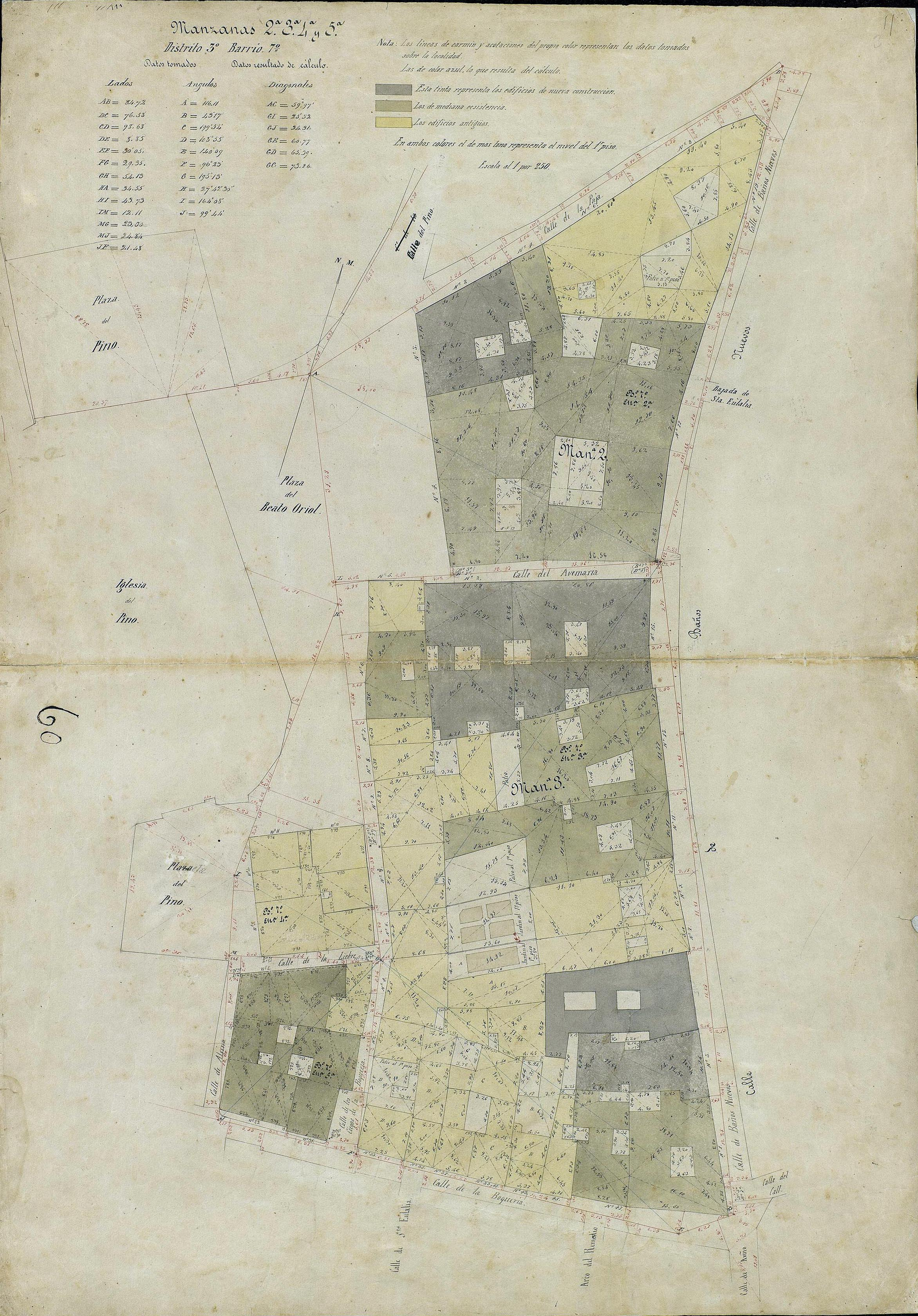
Quarteró num. 60 de Garriga i Roca (c. 1860)

## Descripció
Es tracta d'un edifici de planta baixa, entresòl, quatre pisos i un àtic enretirat de la façana. Amb una visual destacada a la confluència dels dos carrers, les façanes presenten una composició en eixos verticals d'obertures, gairebé sense elements ornamentals, excepte les impostes a nivell del primer i quart pis. Els baixos i l'entresol queden englobats en una mateixa unitat, amb portals de llinda plana i balcons de la mateixa amplada d'arc escarser. Els portals de veïns són d'arc carpanell emmarcat per motllures. Els pisos tenen balcons amb barana de ferro forjat i llosana de pedra de volada decreixent en alçada.
El parament és d'estucat lliscat sense plint emmarcant les obertures, excepte a la planta baixa i l'entresol, que presenten un raspat amb plint.